# Kamer van volksvertegenwoordigers (samenstelling 1954-1958)
De lijst van leden van de Belgische Kamer van volksvertegenwoordigers van 1954 tot 1958. De Kamer van volksvertegenwoordigers telde toen nog 212 leden.  Het nationale kiesstelsel was in die periode gebaseerd op algemeen enkelvoudig stemrecht voor alle Belgen van 21 jaar en ouder, volgens een systeem van evenredige vertegenwoordiging op basis van de methode-D'Hondt, gecombineerd met een districtenstelsel.
De 36ste legislatuur van de Kamer van volksvertegenwoordigers liep van 27 april 1954 tot 24 april 1958 en volgde uit de verkiezingen van 11 april 1954.
Tijdens deze legislatuur was de regering-Van Acker IV in functie, een meerderheid van socialisten (BSP-PSB) en de Liberale Partij. De oppositie bestond dus uit CVP-PSC, KPB-PCB, CVV/Volksunie en tot 1955 ook RSCL. In 1955 stapte de enige RSCL-verkozene over naar de CVP-PSC.

## Zittingen
In de 36ste zittingsperiode (1954-1958) vonden vijf zittingen plaats. Van rechtswege kwamen de Kamers ieder jaar bijeen op de tweede dinsdag van november.
| Zitting               | Opening          | Sluiting        |
| --------------------- | ---------------- | --------------- |
| buitengewone zitting  | 27 april 1954    | 7 november 1954 |
| 2de zitting 1954-1955 | 9 november 1954  | 29 juli 1955    |
| 3de zitting 1955-1956 | 8 november 1955  | 9 november 1956 |
| 4de zitting 1956-1957 | 13 november 1956 | 8 november 1957 |
| 5de zitting 1957-1958 | 12 november 1957 | 29 april 1958   |

## Samenstelling
| Begin legislatuur (1954) | Begin legislatuur (1954) | Begin legislatuur (1954) | Einde legislatuur (1958) | Einde legislatuur (1958) | Einde legislatuur (1958) |
| Fractie                  | Fractie                  | Zetels                   | Fractie                  | Fractie                  | Zetels                   |
| ------------------------ | ------------------------ | ------------------------ | ------------------------ | ------------------------ | ------------------------ |
|                          | CVP-PSC                  | 95                       |                          | CVP-PSC                  | 96                       |
|                          | BSP-PSB                  | 86                       |                          | BSP-PSB                  | 86                       |
|                          | Liberale Partij          | 25                       |                          | Liberale Partij          | 25                       |
|                          | KPB-PCB                  | 4                        |                          | KPB-PCB                  | 4                        |
|                          | CVV                      | 1                        |                          | Volksunie                | 1                        |
|                          | RSCL                     | 1                        |                          |                          |                          |

Wijzigingen in fractiesamenstelling:
- In 1955 verlaat André Saint-Rémy de RSCL en stapt over naar CVP-PSC.

## Lijst van de volksvertegenwoordigers
| Volksvertegenwoordiger          | Partij  | Kieskring                 | Opmerkingen |
| ------------------------------- | ------- | ------------------------- | --- |
| Frans Van Cauwelaert            | CVP-PSC | Antwerpen                 | |
| Leo Delwaide                    | CVP-PSC | Antwerpen                 | |
| Josse Mertens de Wilmars        | CVP-PSC | Antwerpen                 | Vervangt vanaf 7 mei 1957 de overleden Hendrik Marck. Marck was quaestor tot aan zijn dood op 11 april 1957. |
| Louis Kiebooms                  | CVP-PSC | Antwerpen                 | |
| Georges Loos                    | CVP-PSC | Antwerpen                 | |
| Albert Verlackt                 | CVP-PSC | Antwerpen                 | |
| Maria-Theresia De Moor-Van Sina | CVP-PSC | Antwerpen                 | |
| Antoon Fimmers                  | CVP-PSC | Antwerpen                 | |
| Eduard Dehandschutter           | CVP-PSC | Antwerpen                 | |
| Camille Huysmans                | BSP-PSB | Antwerpen                 | Parlementsvoorzitter en voorzitter van de commissie Algemene Zaken, de commissie Buitenlandse Zaken en de commissie Buitenlandse Handel. |
| Louis Major                     | BSP-PSB | Antwerpen                 | |
| Lode Craeybeckx                 | BSP-PSB | Antwerpen                 | |
| Mathilde Schroyens              | BSP-PSB | Antwerpen                 | |
| Frans Detiège                   | BSP-PSB | Antwerpen                 | |
| Jos Van Eynde                   | BSP-PSB | Antwerpen                 | |
| Jozef Van Cleemput              | BSP-PSB | Antwerpen                 | |
| Louis Rombaut                   | BSP-PSB | Antwerpen                 | |
| Louis Joris                     | LP      | Antwerpen                 | Ondervoorzitter en voorzitter van de commissie Koloniën, de commissie Landsverdediging en de commissie Justitie. |
| Frans Grootjans                 | LP      | Antwerpen                 | |
| Herman Wagemans                 | CVV     | Antwerpen                 | Vanaf 23 november 1954 Volksunie. |
| Alfons Verbist                  | CVP-PSC | Mechelen                  | |
| Emiel Van Hamme                 | CVP-PSC | Mechelen                  | |
| Jos De Saeger                   | CVP-PSC | Mechelen                  | |
| Antoon Spinoy                   | BSP-PSB | Mechelen                  | |
| Jan Van Winghe                  | BSP-PSB | Mechelen                  | |
| Jozef Magé                      | BSP-PSB | Mechelen                  | |
| Lode Peeters                    | CVP-PSC | Turnhout                  | |
| Julius Mertens                  | CVP-PSC | Turnhout                  | |
| Francis Tanghe                  | CVP-PSC | Turnhout                  | |
| Octaaf Verboven                 | CVP-PSC | Turnhout                  | |
| Kamiel Berghmans                | CVP-PSC | Turnhout                  | |
| Josse Van Heupen                | BSP-PSB | Turnhout                  | Vervangt vanaf 9 november 1954 Augustinus Hens, die uit de nationale politiek stapt. |
| Charles du Bus de Warnaffe      | CVP-PSC | Brussel                   | |
| Renaat Van Elslande             | CVP-PSC | Brussel                   | |
| Paul Vanden Boeynants           | CVP-PSC | Brussel                   | |
| Jan Van den Eynde               | CVP-PSC | Brussel                   | Quaestor vanaf 8 mei 1957. |
| Arthur Gilson                   | CVP-PSC | Brussel                   | |
| Marguerite De Riemaecker-Legot  | CVP-PSC | Brussel                   | Secretaris. |
| Jean Debucquoy                  | CVP-PSC | Brussel                   | Vervangt vanaf 28 mei 1957 de overleden Herman Vergels. |
| Gabriëlle Fontaine-Vanhoof      | CVP-PSC | Brussel                   | Vervangt vanaf 12 november 1957 Raymond Nossent, die directeur-generaal van de Federatie van de Textielindustrie wordt. |
| Raymond Scheyven                | CVP-PSC | Brussel                   | |
| Corneel Verbaanderd             | CVP-PSC | Brussel                   | |
| François-Henri Guillaume        | BSP-PSB | Brussel                   | Vervangt vanaf 14 mei 1957 Paul-Henri Spaak, die secretaris-generaal van de NAVO wordt. |
| Joseph Bracops                  | BSP-PSB | Brussel                   | |
| Victor Larock                   | BSP-PSB | Brussel                   | |
| Fernand Brunfaut                | BSP-PSB | Brussel                   | Ondervoorzitter en voorzitter van de commissie Verkeerswezen, de commissie Wederopbouw, de commissie Volksgezondheid en Gezin en de commissie Openbare Werken.                                                                                       |
| Hendrik Fayat                   | BSP-PSB | Brussel                   | |
| Julien Geldof                   | BSP-PSB | Brussel                   | |
| Frans Gelders                   | BSP-PSB | Brussel                   | Quaestor. |
| Jeanne Vanderveken-Van De Plas  | BSP-PSB | Brussel                   | |
| Joseph Peereboom                | BSP-PSB | Brussel                   | |
| Marc-Antoine Pierson            | BSP-PSB | Brussel                   | |
| Guy Cudell                      | BSP-PSB | Brussel                   | |
| Adrien Bertelson                | BSP-PSB | Brussel                   | |
| Georges Thielemans              | BSP-PSB | Brussel                   | |
| Jules-Désiré Messinne           | BSP-PSB | Brussel                   | |
| Albert Devèze                   | LP      | Brussel                   | Voorzitter van de LP-fractie tot 2 april 1957. |
| Charles Jacques Janssens        | LP      | Brussel                   | Secretaris tot 10 april 1957 en vanaf 2 april 1957 voorzitter van de LP-fractie. |
| Léon Mundeleer                  | LP      | Brussel                   | |
| Fernand Blum                    | LP      | Brussel                   | |
| Ernest Demuyter                 | LP      | Brussel                   | |
| Lucien Cooremans                | LP      | Brussel                   | |
| Edgard Lalmand                  | KPB-PCB | Brussel                   | |
| André Saint-Rémy                | RSCL    | Brussel                   | Stapt op 1 december 1955 over naar de CVP-PSC-fractie. |
| Albert de Vleeschauwer          | CVP-PSC | Leuven                    | |
| Gaston Eyskens                  | CVP-PSC | Leuven                    | Voorzitter van de CVP-PSC-fractie. |
| Fernand Hermans                 | CVP-PSC | Leuven                    | |
| Maurice Schot                   | CVP-PSC | Leuven                    | |
| François Tielemans              | BSP-PSB | Leuven                    | |
| Jozef Feyaerts                  | BSP-PSB | Leuven                    | |
| Paul Kronacker                  | LP      | Leuven                    | |
| Léon Delhache                   | CVP-PSC | Nijvel                    | |
| Auguste Baccus                  | BSP-PSB | Nijvel                    | Vervangt vanaf 9 november 1954 Jules Bary, die nationaal secretaris van de BSP-PSB wordt en dit niet wil cumuleren met het mandaat van Kamerlid. |
| Léon Ernest Deltenre            | BSP-PSB | Nijvel                    | |
| Justin Peeters                  | BSP-PSB | Nijvel                    | |
| Raymond Becquevort              | LP      | Nijvel                    | |
| Gerard Eneman                   | CVP-PSC | Brugge                    | |
| Alfons De Nolf                  | CVP-PSC | Brugge                    | |
| Léopold Deschepper              | CVP-PSC | Brugge                    | |
| Achiel Van Acker                | BSP-PSB | Brugge                    | |
| Julius Wostyn                   | BSP-PSB | Brugge                    | |
| Marcel Coucke                   | CVP-PSC | Kortrijk                  | Vervangt vanaf 16 april 1958 de overleden Alfred De Taeye. |
| Albert De Clerck                | CVP-PSC | Kortrijk                  | |
| André Dequae                    | CVP-PSC | Kortrijk                  | Vervangt vanaf 27 april 1954 Omer Vandenberghe, die provinciaal senator in de Belgische Senaat wordt. |
| Jules Deconinck                 | BSP-PSB | Kortrijk                  | |
| Marcel Demets                   | BSP-PSB | Kortrijk                  | |
| Valeer Tahon                    | LP      | Kortrijk                  | |
| Karel Goetghebeur               | CVP-PSC | Veurne-Diksmuide-Oostende | |
| Godfried Develter               | CVP-PSC | Veurne-Diksmuide-Oostende | |
| Roger De Kinder                 | BSP-PSB | Veurne-Diksmuide-Oostende | |
| Hubert De Groote                | BSP-PSB | Veurne-Diksmuide-Oostende | |
| Adolphe Van Glabbeke            | LP      | Veurne-Diksmuide-Oostende | |
| Albert De Gryse                 | CVP-PSC | Roeselare-Tielt           | |
| Camiel Verhamme                 | CVP-PSC | Roeselare-Tielt           | |
| Guido Gillès de Pelichy         | CVP-PSC | Roeselare-Tielt           | |
| Magdalena Van Daele-Huys        | CVP-PSC | Roeselare-Tielt           | |
| Arthur Sercu                    | BSP-PSB | Roeselare-Tielt           | |
| Fernand Lefère                  | CVP-PSC | Ieper                     | |
| Marcel Bode                     | CVP-PSC | Ieper                     | |
| Hilaire Lahaye                  | LP      | Ieper                     | |
| Ludovic Moyersoen               | CVP-PSC | Aalst                     | |
| Albert Vanden Berghe            | CVP-PSC | Aalst                     | |
| Eugeen Moriau                   | CVP-PSC | Aalst                     | |
| Robert Van Trimpont             | BSP-PSB | Aalst                     | Vervangt vanaf 13 november 1956 Oscar Debunne, die adjunct-vaste vertegenwoordiger van de Verenigde Naties wordt. |
| Louis D'haeseleer               | LP      | Aalst                     | Secretaris. |
| Maurice Violon                  | LP      | Aalst                     | Vervangt vanaf 27 april 1954 Louis Lion, die verkiest om niet te zetelen. |
| Jan Verroken                    | CVP-PSC | Oudenaarde                | |
| Michel Van Caeneghem            | CVP-PSC | Oudenaarde                | |
| Eugène Soudan                   | BSP-PSB | Oudenaarde                | |
| August De Schryver              | CVP-PSC | Gent-Eeklo                | |
| Théo Lefèvre                    | CVP-PSC | Gent-Eeklo                | |
| Geeraard Van den Daele          | CVP-PSC | Gent-Eeklo                | |
| Placide De Paepe                | CVP-PSC | Gent-Eeklo                | |
| Paul Eeckman                    | CVP-PSC | Gent-Eeklo                | |
| Camiel Struyvelt                | CVP-PSC | Gent-Eeklo                | |
| Maurice Dewulf                  | CVP-PSC | Gent-Eeklo                | |
| Edward Anseele jr.              | BSP-PSB | Gent-Eeklo                | |
| Amédée De Keuleneir             | BSP-PSB | Gent-Eeklo                | |
| Arthur De Sweemer               | BSP-PSB | Gent-Eeklo                | |
| Jozef Chalmet                   | BSP-PSB | Gent-Eeklo                | Quaestor. |
| Henri Liebaert                  | LP      | Gent-Eeklo                | |
| Laurent Merchiers               | LP      | Gent-Eeklo                | Vervangt vanaf 8 maart 1955 de overleden Fernand Van Doorne. |
| Albert Vermaere                 | CVP-PSC | Sint-Niklaas              | Vervangt vanaf 15 april 1958 de overleden Hendrik Heyman. Heyman was tot aan zijn dood op 4 april 1958 ondervoorzitter en voorzitter van de commissie Economische Zaken, de commissie Openbaar Onderwijs en de commissie Arbeid en Sociale Voorzorg. |
| Frans Van Goey                  | CVP-PSC | Sint-Niklaas              | |
| Jozef Van Royen                 | CVP-PSC | Sint-Niklaas              | |
| Jozef Vercauteren               | BSP-PSB | Sint-Niklaas              | Secretaris. |
| Benoit Van Acker                | CVP-PSC | Dendermonde               | |
| William Bruynincx               | CVP-PSC | Dendermonde               | Vervangt vanaf 12 februari 1957 de overleden Josephus Steps. |
| Julius De Pauw                  | BSP-PSB | Dendermonde               | |
| Marcel Daman                    | BSP-PSB | Dendermonde               | |
| Oscar Behogne                   | CVP-PSC | Charleroi                 | |
| Maurice Brasseur                | CVP-PSC | Charleroi                 | |
| Georges Bohy                    | BSP-PSB | Charleroi                 | Voorzitter van de BSP-PSB-fractie. |
| Arthur Gailly                   | BSP-PSB | Charleroi                 | |
| Joseph Dedoyard                 | BSP-PSB | Charleroi                 | |
| Yvonne Lambert                  | BSP-PSB | Charleroi                 | |
| René De Cooman                  | BSP-PSB | Charleroi                 | |
| Raoul Hicguet                   | BSP-PSB | Charleroi                 | Quaestor. |
| Fernand Masquelier              | LP      | Charleroi                 | |
| Clotaire Cornet                 | LP      | Charleroi                 | Secretaris vanaf 10 april 1957. |
| Georges Glineur                 | KPB-PCB | Charleroi                 | |
| Hilaire Willot                  | CVP-PSC | Bergen                    | |
| Leo Collard                     | BSP-PSB | Bergen                    | |
| Henri Deruelles                 | BSP-PSB | Bergen                    | |
| Roger Toubeau                   | BSP-PSB | Bergen                    | |
| Arthur Nazé                     | BSP-PSB | Bergen                    | Vervangt vanaf 29 mei 1956 Marcel Busieau, die gecoöpteerd senator wordt. |
| Alfred Bonjean                  | BSP-PSB | Bergen                    | |
| Jean Terfve                     | KPB-PCB | Bergen                    | Voorzitter van de KPB-PCB-fractie vanaf 22 december 1954. |
| René Pêtre                      | CVP-PSC | Zinnik                    | |
| Gaston Hoyaux                   | BSP-PSB | Zinnik                    | |
| Joseph Martel                   | BSP-PSB | Zinnik                    | |
| Gaston Longeval                 | LP      | Zinnik                    | |
| Charles Gendebien               | CVP-PSC | Thuin                     | Quaestor vanaf 13 november 1956. |
| Noël Duvivier                   | CVP-PSC | Thuin                     | |
| Max Buset                       | BSP-PSB | Thuin                     | |
| Gaston Juste                    | BSP-PSB | Thuin                     | Secretaris. |
| Pierre Wigny                    | CVP-PSC | Doornik-Aat               | |
| Marcel Décarpentrie             | CVP-PSC | Doornik-Aat               | Vervangt vanaf 19 juni 1956 Etienne Derick, die wegens gezondheidsredenen ontslag neemt. |
| Jules Hossey                    | BSP-PSB | Doornik-Aat               | |
| Camille Vangraefschepe          | BSP-PSB | Doornik-Aat               | |
| Henri Castel                    | BSP-PSB | Doornik-Aat               | |
| René Lefebvre                   | LP      | Doornik-Aat               | |
| Eugène Charpentier              | CVP-PSC | Hoei-Borgworm             | |
| Antoine Goffin                  | CVP-PSC | Hoei-Borgworm             | |
| Georges Housiaux                | BSP-PSB | Hoei-Borgworm             | |
| Edmond Leburton                 | BSP-PSB | Hoei-Borgworm             | |
| Pierre Harmel                   | CVP-PSC | Luik                      | |
| Paul Streel                     | CVP-PSC | Luik                      | |
| Marcel Philippart de Foy        | CVP-PSC | Luik                      | Ondervoorzitter en voorzitter van de commissie Landbouw, de commissie Middenstand en de commissie Binnenlandse Zaken. |
| Georges Dejardin                | BSP-PSB | Luik                      | |
| Alexandrine Fontaine-Borguet    | BSP-PSB | Luik                      | |
| Joseph Merlot                   | BSP-PSB | Luik                      | |
| Antoine Sainte                  | BSP-PSB | Luik                      | |
| Maurice Denis                   | BSP-PSB | Luik                      | Vervangt vanaf 17 januari 1956 de overleden René Demoitelle. |
| Joseph-Jean Merlot              | BSP-PSB | Luik                      | |
| François Van Belle              | BSP-PSB | Luik                      | Ondervoorzitter en voorzitter van de commissie Financiën. |
| Simon Paque                     | BSP-PSB | Luik                      | |
| Emile-Edgard Jeunehomme         | LP      | Luik                      | Vervangt vanaf 15 januari 1958 Jean Rey, die lid wordt van de Europese Commissie. |
| Maurice Destenay                | LP      | Luik                      | |
| Théo Dejace                     | KPB-PCB | Luik                      | Voorzitter van de KPB-PCB-fractie tot 22 december 1954. |
| Jean Discry                     | CVP-PSC | Verviers                  | |
| Pierre Kofferschläger           | CVP-PSC | Verviers                  | |
| Albert Parisis                  | CVP-PSC | Verviers                  | |
| Germaine Copée-Gerbinet         | BSP-PSB | Verviers                  | |
| Martin Boutet                   | BSP-PSB | Verviers                  | |
| Jacques Van der Schueren        | LP      | Verviers                  | |
| Alfred Bertrand                 | CVP-PSC | Hasselt                   | |
| Gerard Bijnens                  | CVP-PSC | Hasselt                   | |
| Paul Meyers                     | CVP-PSC | Hasselt                   | |
| Augustinus Husson               | BSP-PSB | Hasselt                   | Vervangt vanaf 12 november 1957 de overleden Walter-Joseph Thys. Thys werd verkozen op een kartellijst van BSP-PSB en LP. |
| Eugène De Gent                  | LP      | Hasselt                   | Werd verkozen op een kartellijst van BSP-PSB en LP. |
| Jozef Dupont                    | CVP-PSC | Tongeren-Maaseik          | |
| Pierre Dexters                  | CVP-PSC | Tongeren-Maaseik          | |
| Pieter Wirix                    | CVP-PSC | Tongeren-Maaseik          | Vervangt vanaf 8 november 1955 Lambert Goffings, die voltijds burgemeester van Wellen wordt. |
| Frans Robyns                    | CVP-PSC | Tongeren-Maaseik          | |
| Germaine Craeybeckx-Orij        | CVP-PSC | Tongeren-Maaseik          | |
| Pierre Diriken                  | BSP-PSB | Tongeren-Maaseik          | Verkozen op een kartellijst van BSP-PSB en LP. |
| Camille Decker                  | CVP-PSC | Aarlen-Marche-Bastenaken  | Vervangt vanaf 15 januari 1957 de overleden Jean Merget. Merget was quaestor tot 13 november 1956. |
| Justin Gaspar                   | CVP-PSC | Aarlen-Marche-Bastenaken  | |
| Ernest Rongvaux                 | BSP-PSB | Aarlen-Marche-Bastenaken  | Werd verkozen op een kartellijst van BSP-PSB en LP. |
| Désiré Lamalle                  | CVP-PSC | Neufchâteau-Virton        | |
| Philippe Le Hodey               | CVP-PSC | Neufchâteau-Virton        | |
| Henri Cugnon                    | BSP-PSB | Neufchâteau-Virton        | Vervangt vanaf 9 november 1954 Edmond Jacques, die wegens gezondheidsredenen ontslag neemt. Jacques werd verkozen op een kartellijst van BSP-PSB en LP.                                                                                              |
| Mathieu Jacques                 | CVP-PSC | Dinant-Philippeville      | |
| Henri Lambotte                  | CVP-PSC | Dinant-Philippeville      | |
| Florent Mouvet                  | BSP-PSB | Dinant-Philippeville      | Vervangt vanaf 4 februari 1958 de overleden Roger Rommiée. |
| Auguste Peiffer                 | BSP-PSB | Dinant-Philippeville      | |
| Maurice Jaminet                 | CVP-PSC | Namen                     | Secretaris. |
| Charles Héger                   | CVP-PSC | Namen                     | |
| René Dieudonné                  | BSP-PSB | Namen                     | |
| Louis Namèche                   | BSP-PSB | Namen                     | |
| Fernand Massart                 | BSP-PSB | Namen                     | Vervangt vanaf 15 januari 1957 de overleden Gustave Fiévet. |